# Kernkraftwerk Dungeness
Das Kernkraftwerk Dungeness liegt in der Nähe von Dungeness im Südosten der Grafschaft Kent im Vereinigten Königreich und besteht aus insgesamt 4 Reaktoren. Zwei Reaktoren der alten Magnox-Baureihe (Bereich A) befinden sich zurzeit im Rückbau, die beiden neueren Reaktoren (Bereich B) wurden 2021 definitiv stillgelegt.

## Dungeness A
Dungeness A bestand aus zwei Magnox-Reaktoren mit zusammen 460 MW elektrischer Bruttoleistung. Block A1 des Kernkraftwerkes wurde zum ersten Mal am 1. Juni 1965 kritisch, Block A2 folgte am 1. September 1965. Die erste Netzsynchronisation erfolgte 1965.
Dungeness A wurde Ende 2006 aus wirtschaftlichen Gründen abgeschaltet, 2010 wurde die Turbinenhalle abgerissen. Der Rückbau kostet geschätzte 600 Millionen britische Pfund. Diese Reaktoren zählten zu den ältesten noch betriebenen Magnox-Reaktoren weltweit, hier wurde der Reaktorkern noch nicht mit Beton, sondern nur mit Stahl umhüllt.

## Dungeness B
Dungeness B besteht aus zwei AGR mit insgesamt 1.230 MW elektrischer Bruttoleistung. Block B1 wurde zum ersten Mal am 23. Dezember 1982 kritisch, Block B2 folgte am 4. Dezember 1985. Die erste Netzsynchronisation von Reaktor B1 war am 3. April 1983, von Reaktor B2 am 29. Dezember 1985.
Am 29. Juni 2009 kam es zu einem Zwischenfall beim Brennstoffwechsel im Block B1. Dieser wurde von der Internationalen Atomenergieorganisation mit der Stufe 2 auf der Internationalen Bewertungsskala für nukleare Ereignisse eingestuft. Laut dem Bericht der IAEA wurde "beim Absenken des Brennstoffstopfens auf einen frischen Brennstoffträger festgestellt, dass die Kupplung nicht richtig eingeklinkt war und ein Fremdkörper eingeschlossen wurde". Dieser Fremdkörper war vermutlich ein Stück einer elastischen Abdeckfolie, die zuvor bei Instandhaltungsarbeiten eingesetzt wurde. Es kam zu keinen Brennstoffschäden; es traten keine radioaktiven Stoffe aus.
Im Juni 2021 wurde bekannt, dass das Kraftwerk, welches seit 2018 abgeschaltet gewesen war und eigentlich noch bis ins Jahr 2028 weiterbetrieben werden sollte, definitiv stillgelegt werden soll. Nach dem Abschalten waren Schäden in der Anlage festgestellt worden – darunter korrodierte Rohrleitungen – die umfassende Wartungsarbeiten nach sich gezogen hätten.

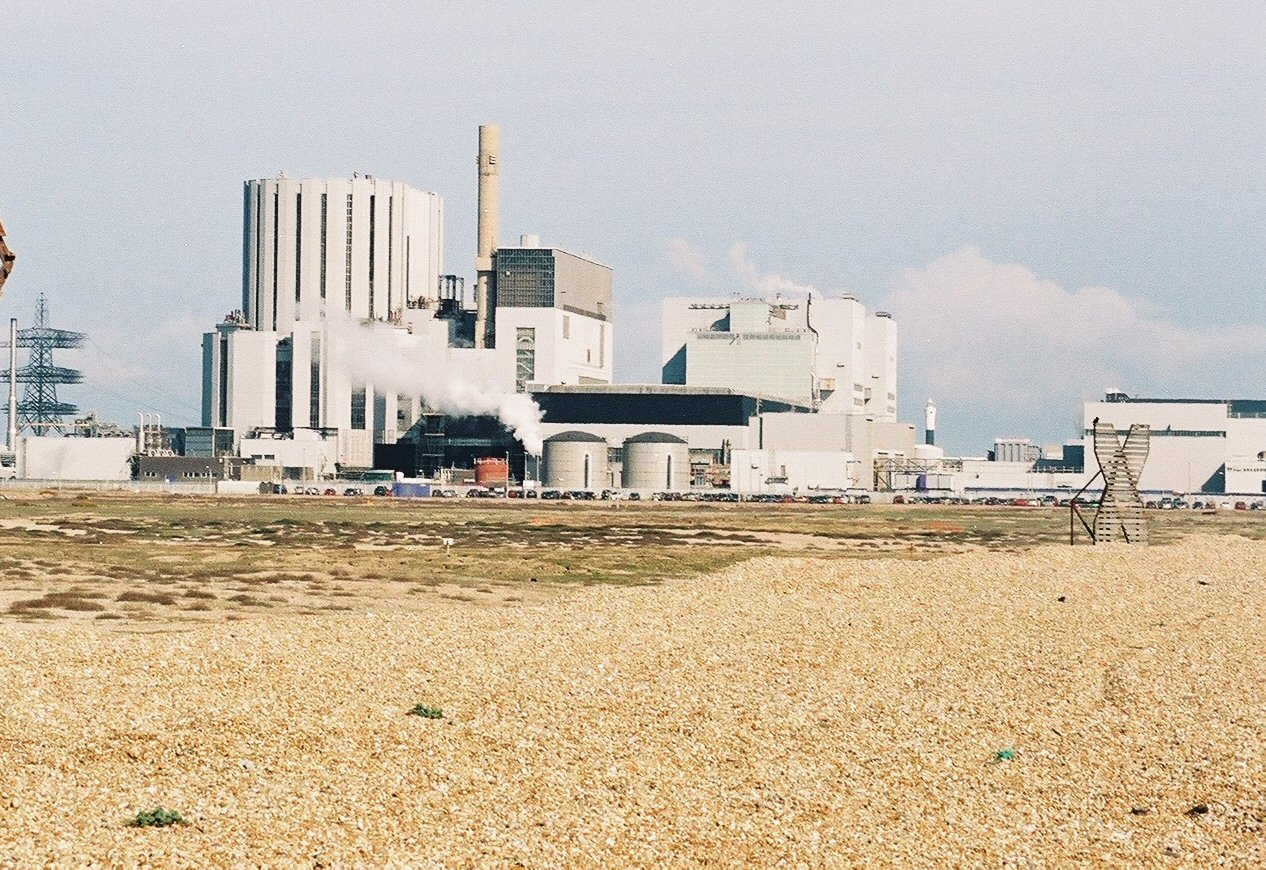
Kernkraftwerk Dungeness B
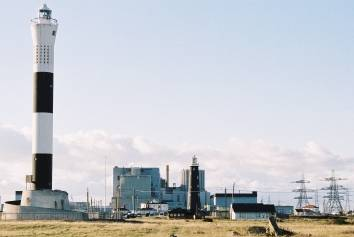
Kernkraftwerk Dungeness
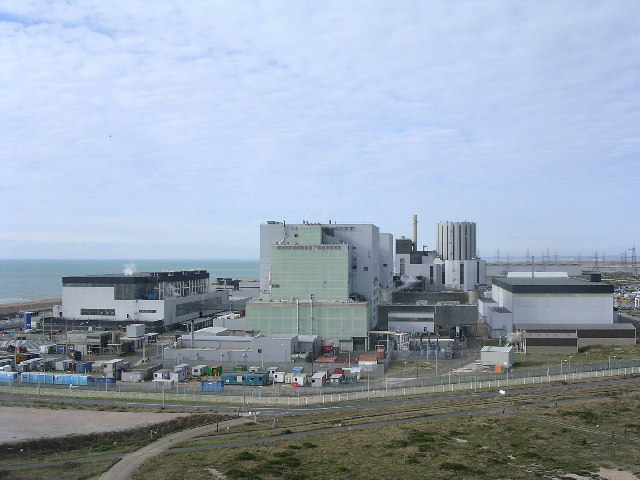
Aufnahme der Anlage

## Daten der Reaktorblöcke
Das Kernkraftwerk Dungeness hat insgesamt vier Blöcke:
| Reaktorblock | Reaktortyp     | Netto- leistung | Brutto- leistung | Baubeginn  | Netzsyn- chronisation | Kommerzieller Betrieb | Abschaltung |
| ------------ | -------------- | --------------- | ---------------- | ---------- | --------------------- | --------------------- | ----------- |
| Dungeness-A1 | Magnox-Reaktor | 225 MW          | 230 MW           | 01.07.1960 | 21.09.1965            | 28.10.1965            | 31.12.2006  |
| Dungeness-A2 | Magnox-Reaktor | 225 MW          | 230 MW           | 01.07.1960 | 01.11.1965            | 30.12.1965            | 31.12.2006  |
| Dungeness-B1 | AGR            | 520 MW          | 615 MW           | 01.10.1965 | 03.04.1983            | 01.04.1985            | 08.06.2021  |
| Dungeness-B2 | AGR            | 520 MW          | 615 MW           | 01.10.1965 | 29.12.1985            | 01.04.1989            | 08.06.2021  |

## Sonstiges
Von 1961 bis 1984 befand sich auf dem Areal des Kernkraftwerks Dungeness die Stromrichterstation für das HGÜ-Kabel nach Frankreich (Endpunkt Echingem).